# 闽浙赣革命根据地旧址
28°37′09″N 117°38′51″E / 28.61917°N 117.64750°E
闽浙赣省委机关旧址位于中国江西省上饶市横峰县葛源镇枫林村，于1996年被列为全国重点文物保护单位。
1932年12月11日，因赣东北革命根据地的扩展，原中华苏维埃共和国赣东北省改为闽浙赣省，中共闽浙赣省委机关驻葛源镇枫林村。1934年11月，第五次反围剿失败后，省委机关撤离枫林村。
闽浙赣省委机关旧址为一字形平房，占地1000平方米。闽浙赣省政府旧址呈工字形，占地880平方米。一同保护的还有闽浙赣省军区司令部、红场等旧址以及葛源镇中国工农红军学校第五分校旧址等。